# الغابة اللورنسية المختلطة

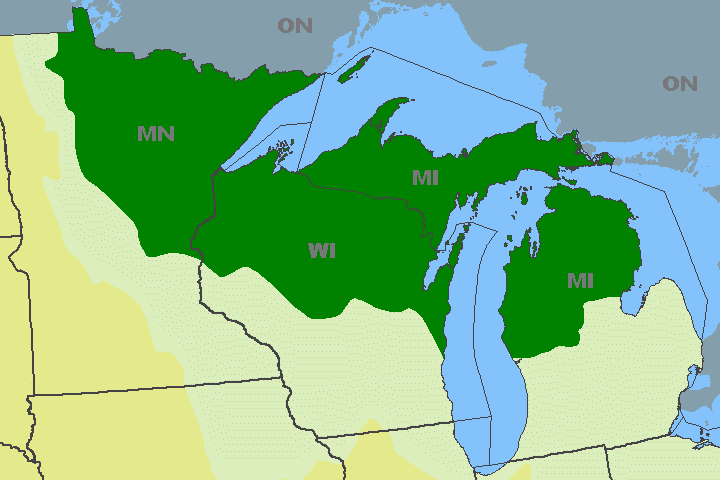
الغابات اللورنسية المختلطة في الولايات المتحدة.

مقاطعة الغابات اللورنسية المختلطة، المعروفة أيضاً باسم غابة الشمال، هي منطقة بيئية غابية في الولايات المتحدة وكندا. من بين أمور أخرى، اعتمد هذا المصطلح من قبل قسم الموارد الطبيعية بمينيسوتا. بالمثل، ولكن ليس بالضرورة مناطق متطابقة تماما، يتم تحديدها من قبل وكالة حماية البيئة بالولايات المتحدة كما البحيرات والغابات الشمالية، وصندوق العالمي للحياة البرية من المناطق مثل غابات البحيرات العظمى الغربية ومنطقة انتقال الغابات الصنوبرية الشرقية.